# 우시부카시
우시부카시(일본어: 牛深市, うしぶかし)는 일본 구마모토현에 있었던 시이다.
도시는 1954년 4월 1일에 성립되었다. 2006년 3월 27일에 우시부카 시는 혼도 시, 아마쿠사군 아리아케 정, 고쇼우라 정, 구라타케 정, 스모토 정, 신와 정, 이즈와 정, 아마쿠사 정, 가와우라 정과 합병해 새로운 아마쿠사시를 형성하면서 소멸되었다.

## 참고 문헌
- 角川日本地名大辞典編纂委員会, 『角川日本地名大辞典 43 熊本県』1987, 角川書店